# Buttree Puedpong
Buttree Puedpong (thailändisch บุตรี เผือดผ่อง; * 16. Oktober 1990) ist eine ehemalige thailändische Taekwondoin.

## Karriere
Buttree nahm an den Olympischen Spielen 2008 in Peking teil, bei denen sie sich in der Klasse bis 49 Kilogramm bis ins Finale vorkämpfte. In diesem unterlag sie Wu Jingyu und gewann somit die Silbermedaille. Im Jahr darauf sicherte sich Buttree bei den Weltmeisterschaften in Kopenhagen Bronze. Bei den Asienspielen 2010 in Guangzhou schied sie im Viertelfinale aus.